# Gaspar de la Mota
Gaspar de la Mota y Mena fue un explorador, hijodalgo y conquistador español, recordado por haber participado en las primeras expediciones de exploración en el estado de Jalisco; ser el fundador de varios asentamientos en la región, y además haber sido Capitán y Regidor perpetuo de la ciudad de Guadalajara. 

## Armas
En 1562 Gaspar de la Mota hizo un viaje a España con su padrastro Juan Michel para pedir mercedes al rey Felipe II de España, que los hizo a ambos Regidores perpetuos de Guadalajara, y a cada uno les dio ayuda de 300 pesos de minas al año por todos los días de su vida; además de otorgarles el privilegio de armas propias para sí y sus descendientes.

"Don Felipe, etc... Por cuanto por parte de vos, Gaspar de la Mota, vecino de la cibdad de Guadajara del Nuevo Reino de Galicia, que es en la Nueva España, me ha sido hecha relación que Francisco de la Mota, vuestro padre, ha muchos años que pasó á aquella tierra, donde nos sirvió muy principalmente, y como buen soldado con sus armas y caballo á su costa y misión en todo lo que se ofreció, especialmente en la conquista y pacificación de algunos pueblos y provincias de la dicha Nueva España, en que pasó muchos trabajos, y que después fue en compañía de Ñuño de Gusman á la conquista de la dicha Nueva Galicia, en que se señaló como buen servidor nuestro, y gastó mucha cantidad de hacienda é armas y caballos y sustentar soldados, y muchas veces estuvo á peligro de muerte; y que ansí mesmo fué con Cristóbal de Oñate á conquistar y pacificar los indios del peñol del Miston que estaban alzados y rebelados contra nuestro servicio, y habían hecho grandes muertes y crueldades en españoles, y que queriendo subir a él con la demás gente, fue muerto por los dichos indios y echado del dicho peñol abajo hecho pedazos; y que también vos nos habéis servido en otras cosas que se han ofrecido, como leal vasallo y servidor nuestro; y me suplicasteis y pedistes por merced que porque el dicho vuestro padre y vos y vuestros descendientes fuésedes más honrados, vos mandásemos dar por armas un escudo que en el medio de él esté un peñol de su color con una fortaleza de piedra; que encima della esté una bandera blanca y colorada, y á los lados de la dicha torre esté un letrero con unas letras de oro que digan EL MISTÓN; y al pie del dicho peñol esté un hombre muerto, armado de armas blancas, con dos flechas metidas por el cuerpo y un arcabuz junto á él tendido en el suelo, en campo colorado, y por orla unas letras latinas negras que digan: DULCE MORÍ PRO REGE en campo de oro, y por timble un yelmo cerrado con su rollo torcido, y por devisa un león rapante, puesto en salto, y sus trascoles y dependencias á follages de azul y oro, ó como la mi merced fuese etc. Dada en Madrid el 14 de febrero de 1563 por el rey Felipe II de España.

## Familia
Su padre Francisco de la Mota nació por 1515 en España y fue uno de los primeros conquistadores que llegó a la Nueva España. En el "Diccionario autobiográfico de conquistadores y pobladores de Nueva España" de Francisco A. de Icaza se puede leer sobre Gaspar de la Mota:

"No dize de dónde es vezino, e que es hijo legítimo de Francisco de la Mota y Catalina de Mena, e quel dicho su padre fue vno de los primeros conquistadores de la Nueva Galicia, el qual murió en servico de Su Majestad, en el peñol del Mystón; y quedó él y otros dos hermanos, y le quedó el pueblo de Copala, que tenya hasta cincuenta honbres; y todos padecen necesidad; e que el dicho su padre era primero vezino desta ciudad de México, e para yrse a bivir a la dicha Nueva Galicia, gestó más de quatro myll pesos."

Su padre fue uno de los primeros conquistadores y sirvió como ballestero en varias campañas. Vivió primero en la Ciudad de México, en 1527, antes de partir a la conquista de la Nueva Galicia. El 19 de junio de 1527 compró a Álvaro Maldonado, ochenta esclavos indios a crédito, en 300 pesos. En 1529, pasó a la conquista de Nueva Galicia en las tropas de Nuño de Guzmán y quizás en la expedición del Mar del Sur que en 1533 zarpó de Santiago de Colima al mando de Diego Becerra. Francisco de la Mota fue regidor de la tercera Guadalajara en 1537. Vivió en la ciudad de Guadalajara con su mujer y tres hijos hasta que decidió llevarse a su familia a México. 
En 1538 el gobernador el licenciado Diego Pérez de la Torre, formó junta de Guerra con los Capitanes y 3 regidores de Guadalajara, que lo eran en esa ocasión Francisco de la Mota, Miguel Ibarra y Francisco Barrón, para tratar de apaciguar a los rebeldes en Hostotipaquillo. Pérez de la Torre recibió heridas que le causaron la muerte dejando la gubernatura en manos de Cristóbal de Oñate. En 1539 siendo regidor Francisco de la Mota, nombran Gobernador a Francisco Vázquez de Coronado. 
Francisco de la Mota se encontraba en Guadalajara cuando ocurrió la guerra del Mixtón,por lo que por órdenes de Cristóbal de Oñate parte con los regidores Miguel de Ibarra, Francisco de la Mota y Pedro Plasencia y los capitanes Diego Vázquez de Buendía y otros a los pueblos de Nochistlán, Xuchipila a pacificar. Cuando los indígenas se llevaban prisionero a Cristóbal Romero, acudieron a salvarlo. Su padre fue capturado y echaron sus restos abajo del Mixtón.
Gaspar de la Mota fue hijo del conquistador Francisco de la Mota y de Catalina de Mena. Tuvo dos hermanos: Francisco de la Mota y Mena; y Antonia de la Mota y Mena.
Gaspar de la Mota es ancestro del sacerdote, político e historiador mexicano Matías Ángel de la Mota Padilla, quien escribió el libro Historia de la conquista del Reino de la Nueva Galicia en la América Septentrional. 
|  |                             |  |  |  |  |  |  |  |  |  |  |  |  |  |  |  |
|  | 2. Francisco de la Mota     |  |  |  |  |  |  |  |  |  |  |  |  |  |  |  |
|  |                             |  |  |  |  |  |  |  |  |  |  |  |  |  |  |  |
|  |                             |  |  |  |  |  |  |  |  |  |  |  |  |  |  |  |
|  | 1. Gaspar de la Mota y Mena |  |  |  |  |  |  |  |  |  |  |  |  |  |  |  |
|  |                             |  |  |  |  |  |  |  |  |  |  |  |  |  |  |  |
|  |                             |  |  |  |  |  |  |  |  |  |  |  |  |  |  |  |
|  | 3. Catalina de Mena         |  |  |  |  |  |  |  |  |  |  |  |  |  |  |  |
|  |                             |  |  |  |  |  |  |  |  |  |  |  |  |  |  |  |
|  |                             |  |  |  |  |  |  |  |  |  |  |  |  |  |  |  |

## Mayorazgo de la Mota
Hacia 1570 Gaspar de la Mota constituyó el Mayorazgo de la Mota en su mayoría por propiedades de índole urbana, y la figura jurídica recayó en la hija, y de ésta pasó al hijo mayor Luis que murió en 1631 el mismo año que sus padres, quedando la nuera Aldonza de Híjar como responsable del mayorazgo, quien se encargó de velar y defender los intereses del vástago, obteniendo para su hijo a través de la Audiencia el Mayorazgo de la Mota del cual gozó don Juan de la Mota Padilla hasta su muerte.